# 宮川ダム (三重県)
宮川ダム（みやがわダム）は、三重県多気郡大台町（当時の多気郡大杉村）久豆地内、一級水系宮川本川上流部に建設されたダムである。

## 沿革

### 暴れ川宮川
日本有数の多雨地域として知られる紀伊山地を水源とする宮川は、流域では古来より暴れ川として恐れられていた。宮川の作った谷が深いため、上流・中流域では本流の洪水による被害はあまりなかったが、渡し舟が流されるなどの被害があった。下流域は宮川の土砂が堆積した沖積平野であるため、洪水が起きると被害は甚大であり、古くは大神宮諸雑事記に717年（霊亀3年）8月16日の洪水の記録が残されている。下流域では豊臣秀吉により1592年（文禄元年）に宮川大堤が築かれたことに始まり、江戸時代には幕府が伊勢神宮を管理する目的で設置した山田奉行所による治水工事が行なわれた。江戸時代には神宮式年遷宮に用いるヒノキはおもに木曽谷から伊勢湾を経て宮川河口の大湊に集められ、内宮に用いるヒノキを五十鈴川へ、外宮に用いるヒノキは宮川へ回すことになっていたが、増水でヒノキを流されることがあったという。1878年（明治11年）以降、宮川に橋が架けられるようになったが、増水で度々流された。

### 宮川総合開発事業
1950年（昭和25年）5月に国土総合開発法が公布され、三重県による電源開発を中心とした「宮川上流総合開発」が始まった。1950年3月の三重県議会定例会で「宮川並びに櫛田川水系の流量その他電力の調査」に調査費80万円が計上され、翌1951年（昭和26年）2月18日に宮川流域関係町村による「促進期成同盟」が結成された。同年3月の県議会定例会で「宮川総合開発事業実施計画」と調査費170万円の計上とともに宮川総合開発調査常任委員会が新設された。同委員会は1956年（昭和31年）までに77回の審議を行なったのち、土木常任委員会に継続された。
1951年（昭和26年）4月に宮川村大杉（現在の大台町大杉）に県土木課長を所長とした宮川河水統制事務所が設置され、14人の所員が調査を開始した。同年7月には電源開発中心が見直され、洪水調節・かんがいと並んで水力発電を行なう計画に変更された。

### 堰堤築造工事着手
翌1952年（昭和27年）2月に起工式が行なわれ、宮川堰堤築造工事が着手された。同年3月では宮川第一発電所、宮川第二発電所と、建設工事に用いる電力の供給のために多気郡大台町長ヶ地点に長ヶ発電所（なが-）が設置される計画であったが、のちに宮川第三発電所が追加されたほか、堤高84.0m、堤頂長223.8mとされたダム本体は建設省（現在の国土交通省）などの助言により翌1953年（昭和28年）末に堤高87m、堤頂長240.0mに変更され、最終的には当初7門とされていた水門扉が3門に、堤高88.5m、堤頂長231.0mに変更された。

### コンクリート骨材採取
ダム本体に加え発電所などの付属設備建設にも使用される大量のコンクリートの骨材採取場として伊勢湾側の雲出川中流、宮川中流の七保大橋付近、熊野灘側の北牟婁郡船津村（現在の紀北町）の船津川、北牟婁郡赤羽村（現在の紀北町）の赤羽川が候補となった。1952年（昭和27年）10月から1953年（昭和28年）1月までの検討の結果、赤羽川が選ばれ、同年2月まで試掘調査を行い、同年3月には小野田セメント株式会社藤原工場で精密検査が行なわれ、骨材採取場は赤羽川に決定した。作業用索道は同年6月13日の県土木部で行なわれた入札に参加した5社の中から、2番札の東京索道が選ばれ、同年6月28日着工、翌1954年（昭和29年）3月25日完成の工期9か月間の請負契約が結ばれた。索道工事は1953年（昭和28年）9月26日の台風13号の被害と、大杉谷地区の用地交渉の遅れなどから突貫工事を要求され、木材およびセメントなどの原料の高騰があったため、三重県は1955年（昭和30年）4月30日に東京索道に139万円を補償した。水没する大杉谷地区の用地交渉は92戸で、当時の日本のほかのダム計画に比べて少なかったため容易に進むと楽観視されていたものの、1953年（昭和28年）6月に開始された各戸交渉は翌年10月に90世帯と調印できたに留まり、2戸を残していた。

### ケーブルクレーン設置
コンクリートを運ぶためのケーブルクレーンは日立製作所が落札し、1954年（昭和29年）6月に設置の認可申請され、同年12月18日にコンクリート第1回打込を行い、翌1955年（昭和30年）3月4日には当時の青木県知事など多数が出席し、定礎式が行なわれた。

### 宮川ダム完成
48回の岩盤検査を行いながら工事は進められ、1956年（昭和31年）12月に宮川ダムは完成した。

## 宮川総合開発事業

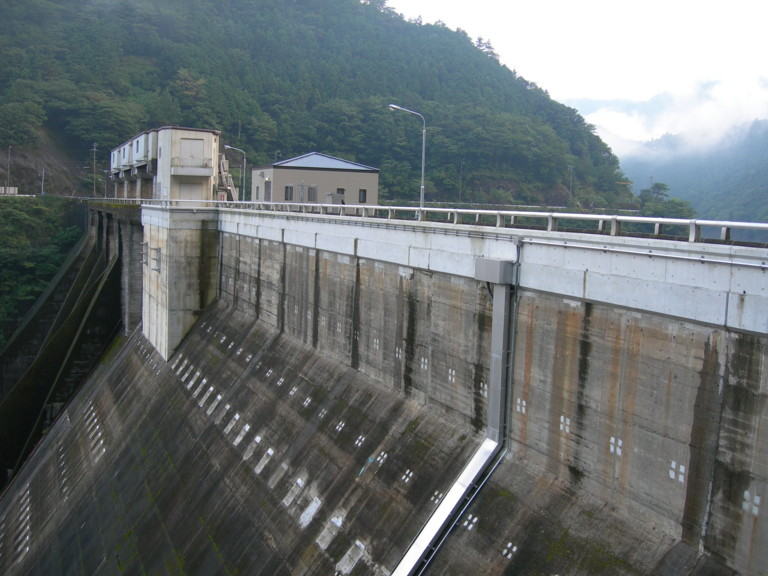
宮川ダム

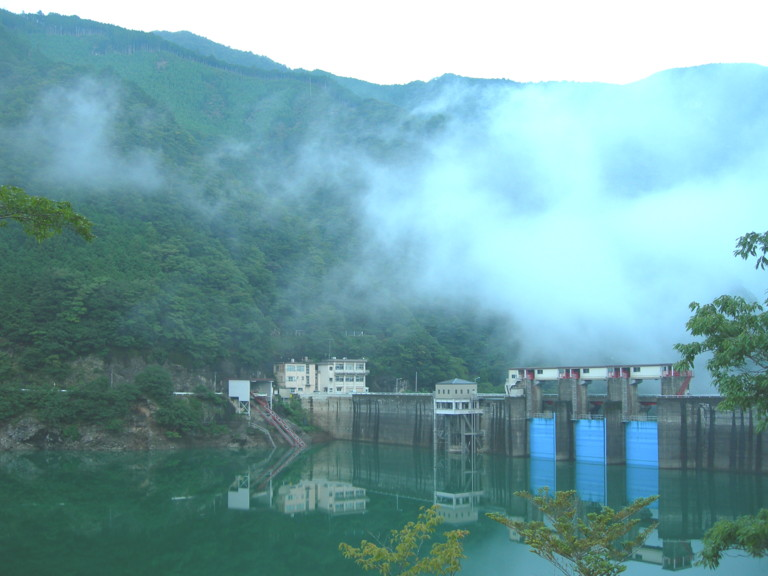
大杉湖

宮川ダムの計画は宮川総合開発事業として一級水系宮川本川上流の大杉谷地点に作られた多目的ダムである。宮川中流域は谷が深いため、河岸段丘に作られた農地へは宮川からの導水が困難であり、数多くのため池が作られていた。宮川は洪水を頻繁に発生させるため、下流域では洪水調節が望まれていた。第二次世界大戦以降年々増加する電力需要に対応するため、三重県南部への発電所の建設は急務であった。このような状況に対応すべく、宮川総合開発事業は計画された。

### 宮川水系の発電所
宮川水系では、主に宮川ダム建設を補助するために支流の大内山川から取水する長ヶ発電所と、当初より計画されていた宮川ダムを水源とする宮川第一・第二発電所を合わせた3発電所（合計最大出力 54,800kW）のほか、のちに宮川第三発電所・三瀬谷発電所・大和谷発電所が作られた。
宮川ダムの大杉湖から熊野灘側への落差が大きいことから、宮川ダムの水資源を使っての水力発電は、長さ6,435mのトンネルで山を越え、落差174mで熊野灘側の赤羽村（現在の紀北町）で行なうこととなった。上流の宮川第一発電所での発電ののちに赤羽川支流三戸川の水と合わせて直径3.6m・長さ7,600mのトンネルで再び山を越え、宮川第二発電所に利用したのちに紀勢本線三野瀬駅近くのブリの漁場として知られていた三浦湾へ放水する計画であった。
大規模な環境の変化が想定されたため、宮川河口・三浦湾などでの、漁業を主とする環境への影響の調査が東京水産大学（現在の東京海洋大学）教授の田内森三郎などにより行なわれた。宮川と赤羽川では影響は無視できるとされたが、三浦湾へ流れ込む河川の年間平均流量は0.4m3/秒であり、宮川ダムからの放水の8.4m3/秒が加わると22倍に増加すると考えられた。大量の放水により海水の塩分濃度が若干低下し漁獲量が減少することが懸念されたため、39,337,480円の補償金が支払われた。
宮川ダム完成後、三浦湾ではブリ漁に代わり、真珠養殖に用いるアコヤガイの育成に力を入れている。宮川ダムに貯められた水のうち約50-65%が水力発電に使われているが、宮川流域の漁協などは宮川への放水を増やすように要求している。このためダムを管理する三重県は2006年（平成18年）4月に宮川の流水改善を目的に選択取水設備を増設している。
長ヶ発電所
三重県営の最初の発電所として、宮川最大の支流である大内山川の大宮町滝原地点にトンネルで導水するための滝原堰堤と、宮川本川中流の多気郡大台町長ヶ地点に長ヶ発電所が作られた。1952年（昭和27年）に着工し、1954年（昭和29年）1月に運転を開始した。この発電所は最大出力2,400kWと小さいが、宮川ダム・宮川第一発電所・宮川第二発電所の建設に利用された。
宮川第一発電所
1953年（昭和28年）6月に着工し、1957年（昭和32年）4月に完成した。最大出力24,800kWで初年度に8億円の発電による収益を上げた。
宮川第二発電所
1954年（昭和29年）6月に着工し、1958年（昭和33年）1月に完成、2月23日に運転を開始した。最大出力27,600kWで、初年度に7億7000万円の収益を上げた。
宮川第三発電所
増大する電力需要に対応するため、宮川ダムの上流域の不動谷に不動谷ダムと宮川第三発電所が作られた。1958年（昭和33年）7月に着手、1962年（昭和37年）3月に完成した。最大出力12,000kWのこの発電所で使われた水は宮川ダムに流れ貯められる。なお、この発電所から先の上流域は大杉谷という峡谷で、自動車は通行できない。
三瀬谷発電所
1964年（昭和39年）3月、宮川ダムの約30km下流に三瀬谷ダムと三瀬谷発電所が着工され、1967年（昭和42年）4月に完成した。三瀬谷ダムからの放流水を一時的に貯留し、河川流水量を調節するための堰が長ヶ発電所付近に作られ、長ヶ逆調整池と名付けられた。
大和谷発電所
1981年（昭和56年）11月に電源開発調整審議会で、宮川ダムの上流域の大和谷への大和谷発電所の建設が決定された。1985年（昭和60年）6月に完成した最大出力6,400kWのこの発電所で使われた水は宮川ダムに流れ貯められる。

### 宮川用水
宮川ダム完成後、宮川総合開発事業の一環として大台町の粟生地区に粟生頭首工が作られた。粟生頭首工からは宮川用水へ導水され、伊勢市、度会郡玉城町、多気郡大台町、明和町、多気町の農地を潤している。1966年（昭和41年）に完成した下流の三瀬谷ダムとともに、宮川ダムは粟生頭首工への水量調節を行なっている。宮川用水は国営事業として1966年（昭和41年）までに幹線水路37.3kmを完成させ、その後は三重県の県営事業として1978年（昭和53年）までに支線水路と揚水機が整備され、受益面積は水田3,225ha、畑808haの合計4,033haに及んだ。1994年（平成6年）には水田4,291ha、畑613ha、合計4,904haとなり、状況変化と老朽化が進んだことから2007年（平成19年）までの予定で改良事業が行なわれている。

### 宮川ダムの洪水調節
1959年（昭和34年）の伊勢湾台風では宮川ダムの洪水調節により大きな被害がなく、その後も流域では永らく大きな被害が生じなかった。2004年（平成16年）9月の台風21号では上流・中流部で三瀬谷ダムの発電所が水没するなどの甚大な被害を受け、下流域では堤防決壊が予想される事態に及んだが、三重県は想定外の降雨量が原因とし、宮川ダムで約25,300,000m3をダムに貯める洪水調節により下流の洪水の軽減に寄与したとしている。

## 観光促進
三重県一の貯水容量を誇る宮川ダムを認知してもらうため、
近隣の食事処花咲くところでは、宮川ダムカレーというものを提供している。
また、清流宮川マラソンというイベントも毎年春おこなわれ人を集めている。